# Pristimantis xeniolum
Pristimantis xeniolum är en groddjursart som först beskrevs av Lynch 200.  Pristimantis xeniolum ingår i släktet Pristimantis och familjen Strabomantidae. IUCN kategoriserar arten globalt som otillräckligt studerad. Inga underarter finns listade i Catalogue of Life.